# Monica Potter
Monica Potter (ur. 30 czerwca 1971 w Cleveland w stanie Ohio) – amerykańska aktorka filmowa i telewizyjna.

## Filmografia
- 1996: Kuloodporni (Bulletproof) jako motocyklistka
- 1997: Con Air – lot skazańców (Con Air) jako Tricia Poe
- 1998: Patch Adams jako Carin
- 1998: Przed metą (Without Limits) jako Mary Marckx
- 1998: Marta i wielbiciele (Martha, Meet Frank, Daniel and Laurence) jako Marta
- 1998: Dylemat (A Cool, dry place) jako Kate Durrell
- 2001: Bez pamięci (Head Over Heels) jako Amanda Pierce
- 2001: W sieci pająka (Along Came a Spider) jako agentka Jezzie Flannigan
- 2002: Randka z Lucy (I'm with Lucy) jako Lucy
- 2004: Piła (Saw) jako Alison Gordon
- 2008: Ciało bardzo niepedagogiczne (Lower Learning) jako Laura
- 2009: Ostatni dom po lewej (The Last House on the Left) jako Emma Collingwood

### Telewizja
- 2004: Orły z Bostonu (Boston Legal) jako Lori Colson
- 2007: Protect and Serve jako Lizzie Borelli
- 2009: Zaufaj mi (Trust Me) jako Sarah Krajicek-Hunter